# Escaphiella ocoa
Espèce
Escaphiella ocoa est une espèce d'araignées aranéomorphes de la famille des Oonopidae.

## Distribution
Cette espèce est endémique du Chili. Elle se rencontre dans les régions de Santiago, de Valparaíso et d'O'Higgins.

## Description
Le mâle holotype mesure 1,62 mm et la femelle paratype 2,04 mm.

## Étymologie
Cette espèce est nommée en référence au lieu de sa découverte, Palmas de Ocoa.

## Publication originale
- Platnick & Dupérré, 2009 : The American goblin spiders of the new genus Escaphiella (Araneae, Oonopidae). Bulletin of the American Museum of Natural History, no 328, p. 1-151 (texte intégral).